# الدولة العثمانية في شبه الجزيرة العربية

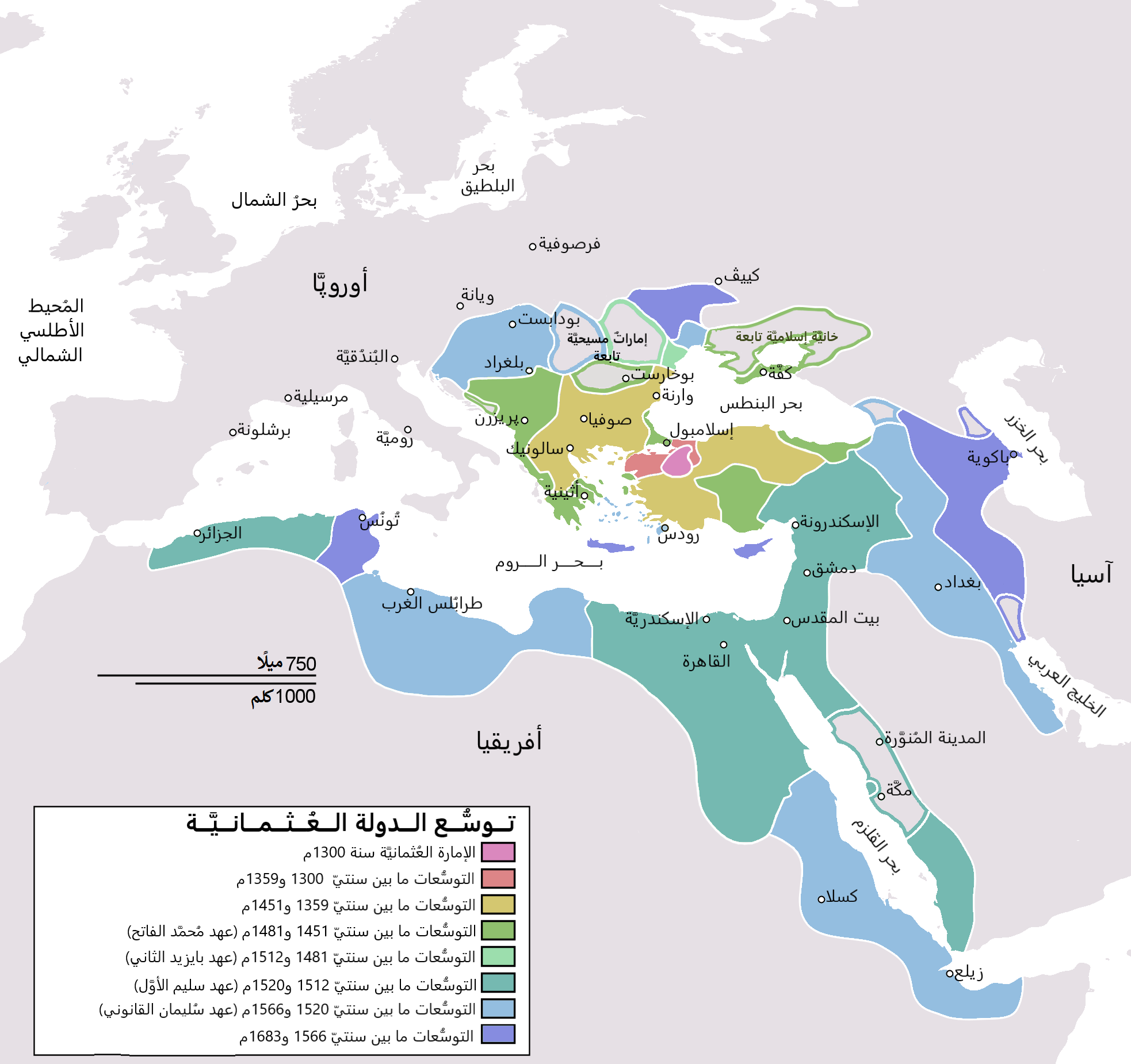

الدولة العثمانية في شبه الجزيرة العربية استمر الوجود العثماني في شبه الجزيرة العربية من 1517 إلى 1918م، وتنوعت درجة السيطرة في هذه الأراضي على مدى أربعة قرون، ضعف أو قوة.

## الفترة المبكّرة
في القرن السادس عشر، استولى العثمانيون على البحر الأحمر وساحل الخليج العربي (الحجاز،وتهامة وعسير، والأحساء) وضمّوها إلى إمبراطوريتهم، وأعلنوا هيمنتهم على أراضي البرّ. كان الهدف الأساسي من هذه الحركة هو تثبيط محاولات البرتغاليين في الهجوم على البحر الأحمر (ومنه، الحجاز) والمحيط الهندي. باكرًا منذ العام 1578م، سيّر شرفاء مكة غزواتٍ إلى الصحراء لمطاردة ومعاقبة قبيلة بني رشيد  التي كانت تهاجم الواحات والقبائل في الحجاز.
في العام 1744م وفي نجد بوسط شبه الجزيرة العربية بدأ ظهور عائلة آل سعود، التي أصبحت فيما بعد العائلة الملكية، عندما ضمّ مؤسس العائلة محمد بن سعود قواته إلى الزعيم الديني محمد بن عبد الوهاب المنتمي للمذهب الفقهي الحنبلي. قدّم هذا التحالف الزخم الأيديولوجي اللازم للتوسّع السعودي، ويبقى إلى زماننا هذا الأساس الذي تستمدّ منه عائلة آل سعود شرعيّتها.

## ظهور الدولة السعودية
نشأت الدولة السعودية الأولى في العام 1744 في المناطق المجاورة للرياض، وتوسّعت بسرعة كبيرة، وسيطرت لفترة وجيزة على جميع أراضي السعودية في العصر الحالي. عند تخلّي ابن عبد الوهاب عن منصب الإمامة في العام 1773، كانت السيطرة السعودية قد بلغت أقصى مدًى لها في كامل جنوب ووسط نجد. في أواخر الثمانينيات من القرن الثامن عشر، ضمّ آل سعود شمال نجد إلى مناطق إمارتهم. سيطرت إمارة آل سعود على الطائف في العام 1802، ومكة في العام 1804.
جاء دمار الدولة السعودية الأولى في العام 1818 على يد الوالي العثماني في مصر، محمد علي باشا. في العام 1824، نشأت «دولة سعودية» ثانية ذات حجم أصغر، تركّزت في منطقة نجد. طوال القرن التاسع عشر، وقعت منافسة شديدة للسيطرة على السعودية المعاصرة بين آل سعود وبين عائلة حاكمة عربية أخرى: آل رشيد. بحلول العام 1891، تحققت الغلبة لآل رشيد واضطر آل سعود إلى الخروج من السعودية إلىالكويت.

## نهاية الإمبراطورية العثمانية
ببداية القرن العشرين، استمرت سيطرة الإمبراطورية العثمانية أو الهيمنة (ولو اسميًّا) على غالب أجزاء شبه الجزيرة العربية؛ فقد حكمها فعلًا خليطٌ من الحكام القَبليّين، في حين كان لشريف مكة رِفعة الشأن وحكم الحجاز.
في التاريخ 1902، استولى ابن سعود على الرياض ونجد، واستعاد حُكم آل سعود في نجد. تحصّل ابن سعود على دعم قبائل إخوان من أطاع الله، وجيشهم القبليّ الذي استلهم أفكار محمد بن عبد الوهاب، وقاده سلطان بن بجاد وفيصل الدويش، وكبُر على نحو سريع بعد تأسيسه في العام 1912. بمعاونة إخوان من أطاع الله، تمكّن ابن سعود من طرد العثمانيين من الأحساء في عام 1913.
في العام 1916، وبتشجيع ودعم من بريطانيا (التي كانت تقاتل العثمانيين في الحرب العالمية الأولى)، قاد شريف مكة، حسين بن علي، الثورة العربية الكبرى على الإمبراطورية العثمانية لتأسيس دولة عربية متحدة. رغم فشل الثورة العربية الكبرى من الأعوام 1916 حتى 1918 في تحقيق هدفها، أدى انتصار الحلفاء في الحرب العالمية الأولى إلى إنهاء السيطرة والهيمنة العثمانية على باقي شبه الجزيرة العربية.

## الانقسامات الإقليمية
في العهد العثماني تقسمت أراضي شبه الجزيرة كثيرًا:
- ولايات وإمارات عثمانية:
  - شرافة مكة (968–1925؛ تحت الحكم العثماني 1517–1803; 1841–1919)
  - إيالة مصر (1517–1701؛ 1813–40)
  - إيالة الحبشة (1701–1813؛ 1840–1872)
  - ولاية الحجاز (1872–1918)
  - إيالة الأحساء (1560–1630)
  - سنجق نجد (1871–1918)
  - إيالة اليمن (1517–1636؛ 1849–1872)
  - ولاية اليمن (1872–1918)
  - إمارة ظفار (1873-1879)
- الإمارات السعودية:
  - الدولة السعودية الأولى (1744–1818)
  - الدولة السعودية الثانية (1818–1891)
  - الدولة السعودية الثالثة (1902–1921؛ أصبحت المملكة العربية السعودية الحديثة)
- إمارات الساحل المتصالح (1820-1971 وهي دولة الإمارات) 
)
- سلطنة مسقط وعُمان وتوابعها ( منذ 1744- إلى الآن وهي سلطنة عُمان)
- كيانات أخرى:
  - إمارة جبل شمر (1836–1921)
  - إمارة عسير (1906–1934)
  - إمارة الإدريسي (1908-1930)
  - إمارة الكويت (1751-1871)
  - إمارة البحرين